# Niemcza
Niemcza (in ceco Němčí; in tedesco Nimptsch) è un comune urbano-rurale polacco del distretto di Dzierżoniów, nel voivodato della Bassa Slesia. Ricopre una superficie di 72,07 km² e nel 2004 contava 6 113 abitanti.

## Storia
La città esisteva nel Alto Medioevo. Sotto il dominio della dinastia dei Piast polacchi dal X secolo fino alla sua dissoluzione nel 1675. Nel 1017, Boleslao I di Polonia comandò la vittoriosa difesa di Niemcza contro l'invasione tedesca. Nel 1282, Enrico IV di Polonia concesse Niemcza i titolo di città. Nel 1331 la città si difese contro l'invasione ceca. Nel 1997, la città ha sofferto di alluvioni.

## Monumenti storici
- Piazza del Mercato (Rynek)
- Municipio (Ratusz)
- Mura medievali
- Torre della Porta Superiore (Baszta Bramy Górnej)
- Castello
- Chiesa dell'Immacolata Concezione (Kościół Niepokalanego Poczęcia Najświętszej Maryi Panny)
- Palazzo a Piotrkówek (Pałac w Piotrkówku)
- Chiesa di San Adalberto (Kościół św. Wojciecha)
- Vecchie case

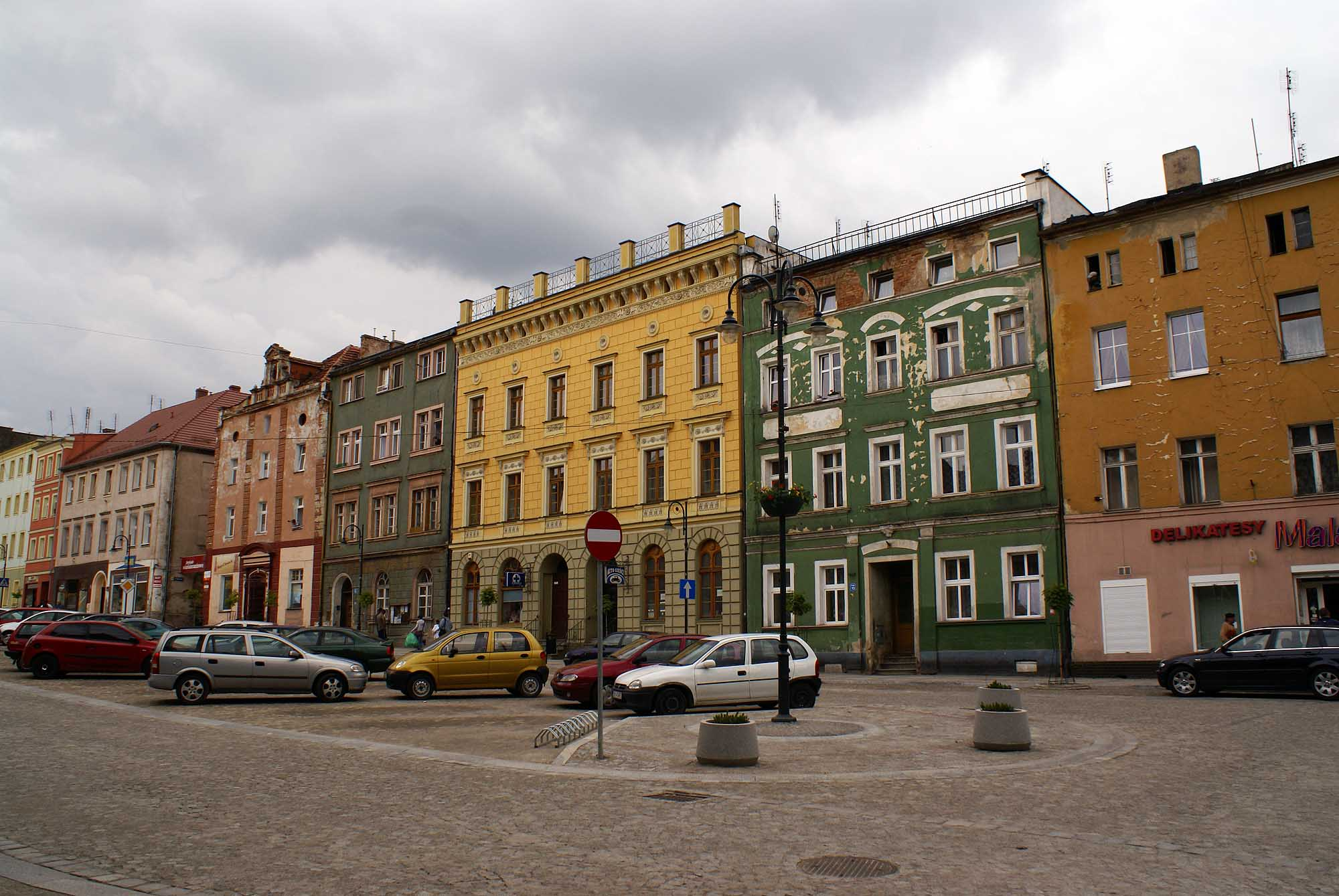
Case vicino alla Piazza del Mercato
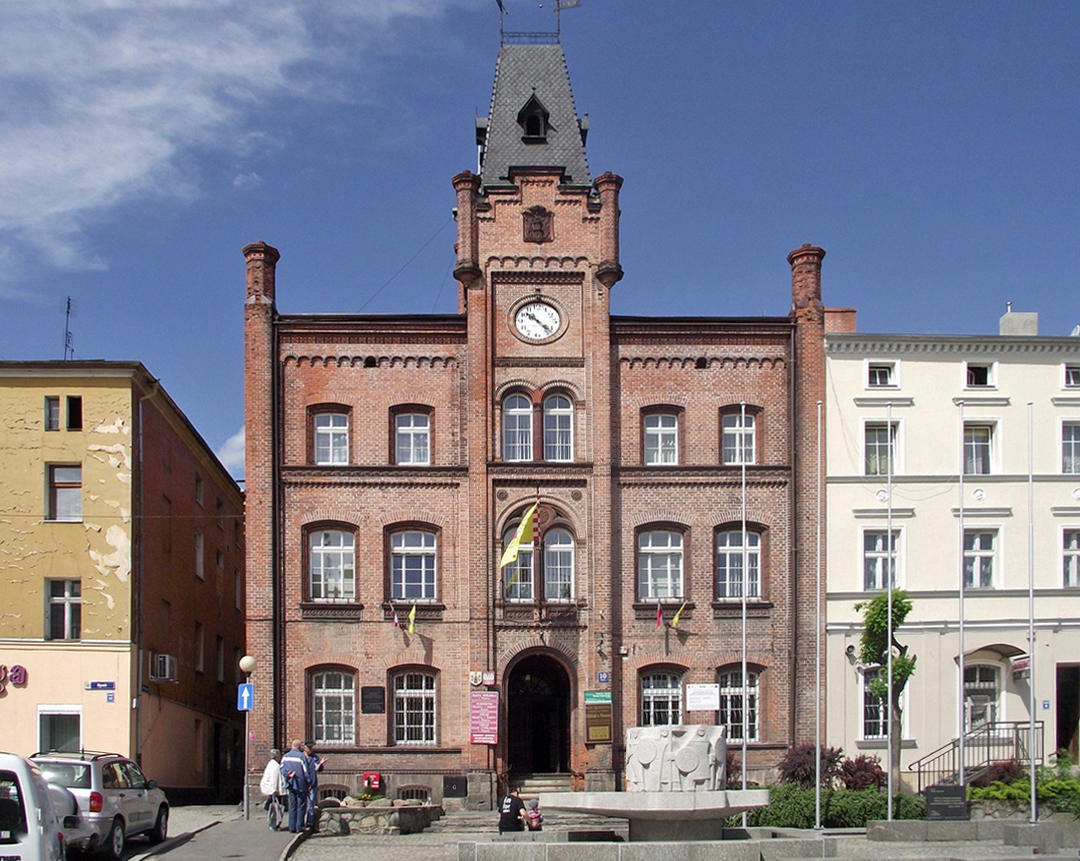
Municipio
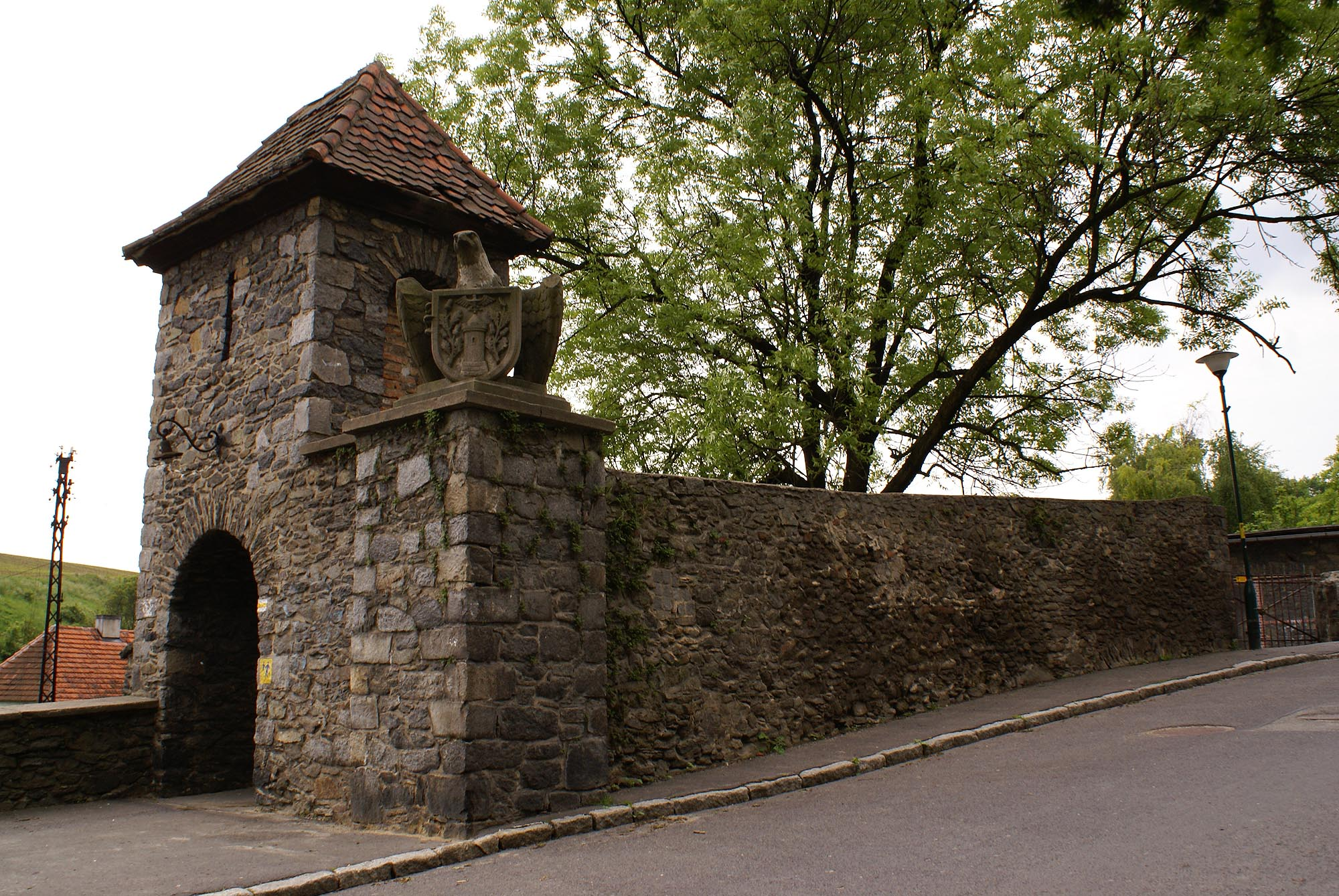
Mura medievali
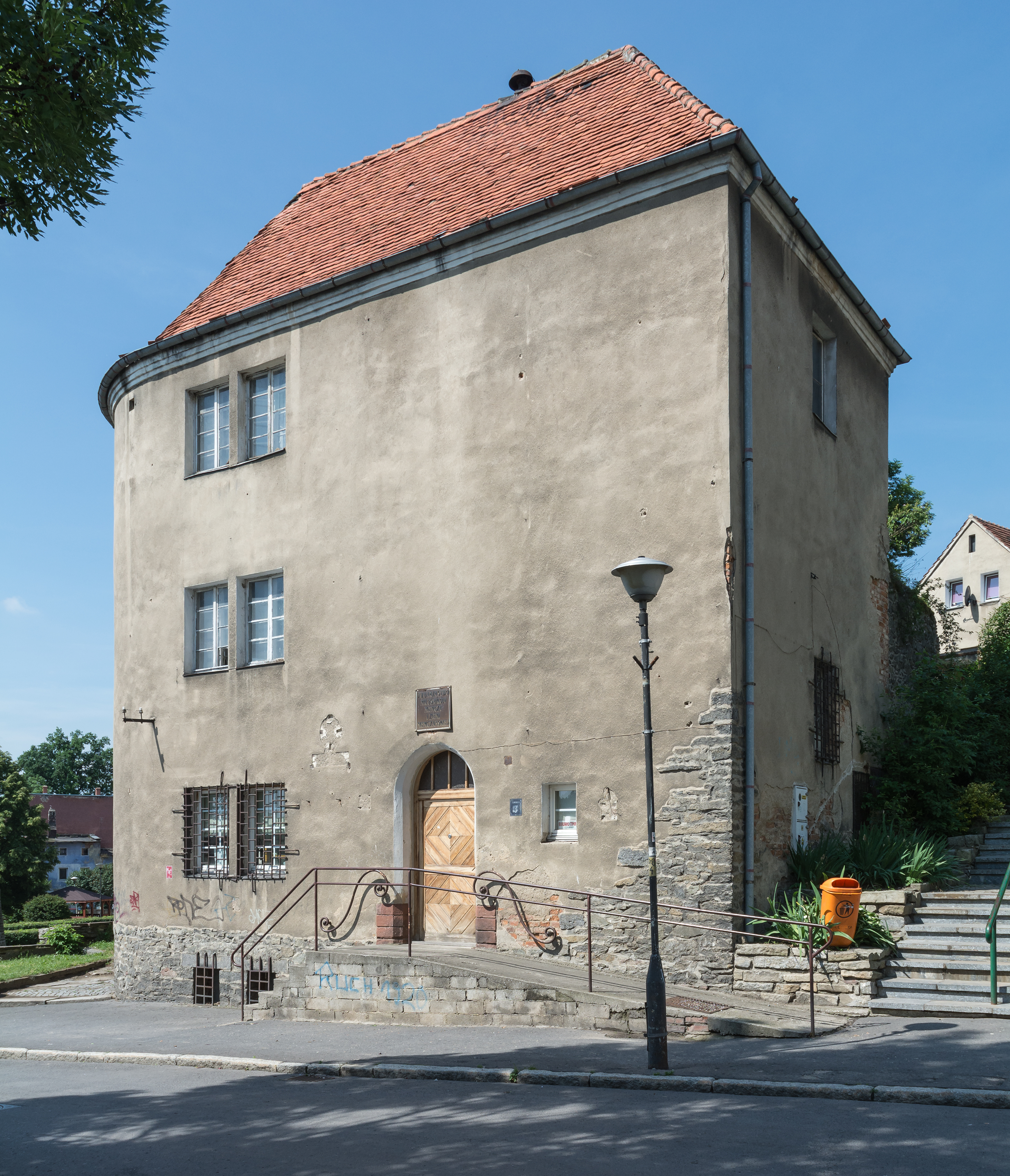
Torre della Porta Superiore
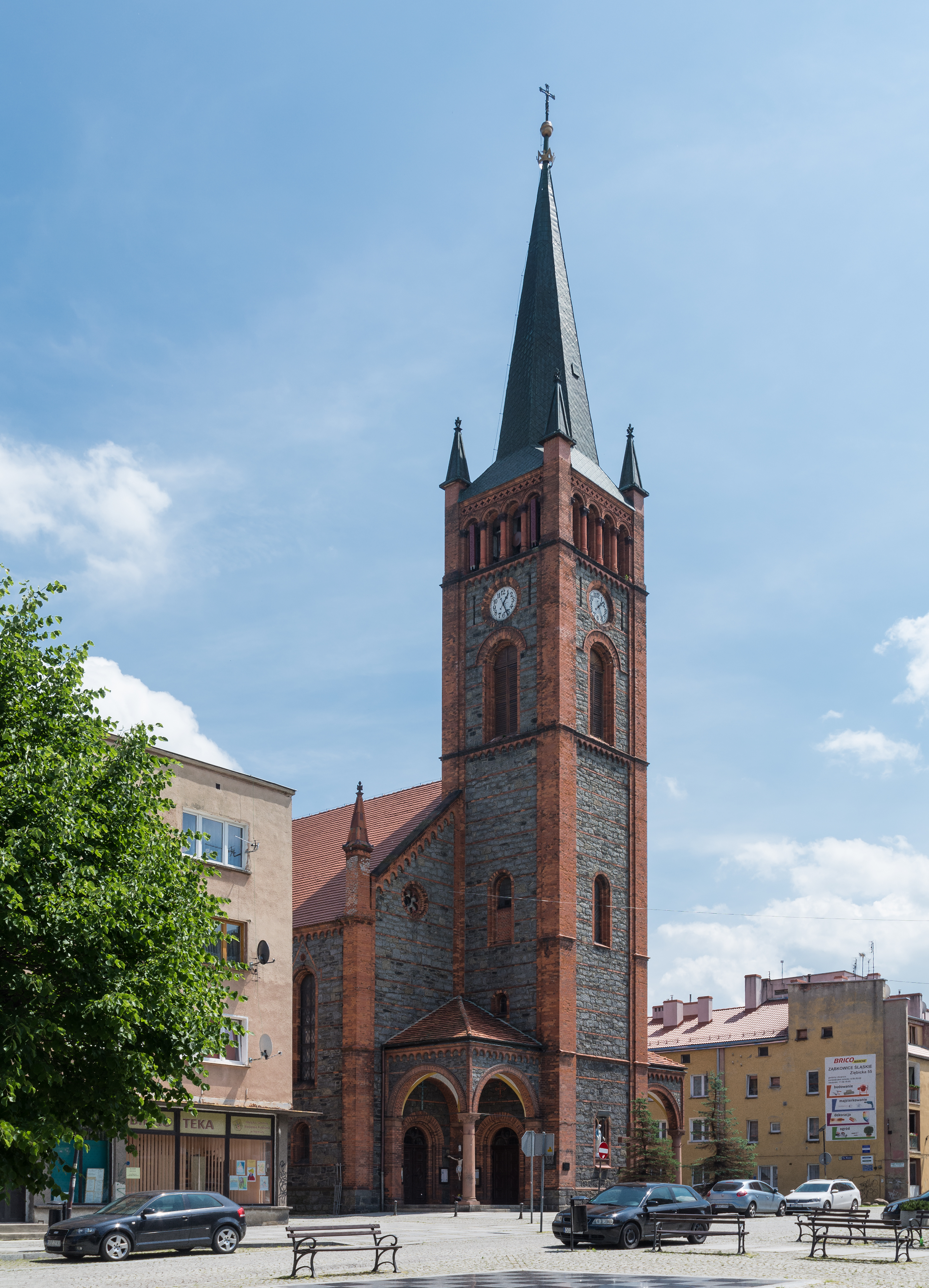
Chiesa dell'Immacolata Concezione

## Sport
La più importante società calcistica è Niemczanka Niemcza. Krzysztof Piątek, un attaccante del Milan e della nazionale polacca, ha iniziato la sua carriera a Niemczanka.

## Località nei dintorni
- Gilów (Girlachsdorf)
- Gola Dzierżoniowska (Guhlau)
- Kietlin (Kittelau)
- Gumin (Gaumitz)
- Jasin (Johannisthal)
- Mieczniki (Vogelgesang)

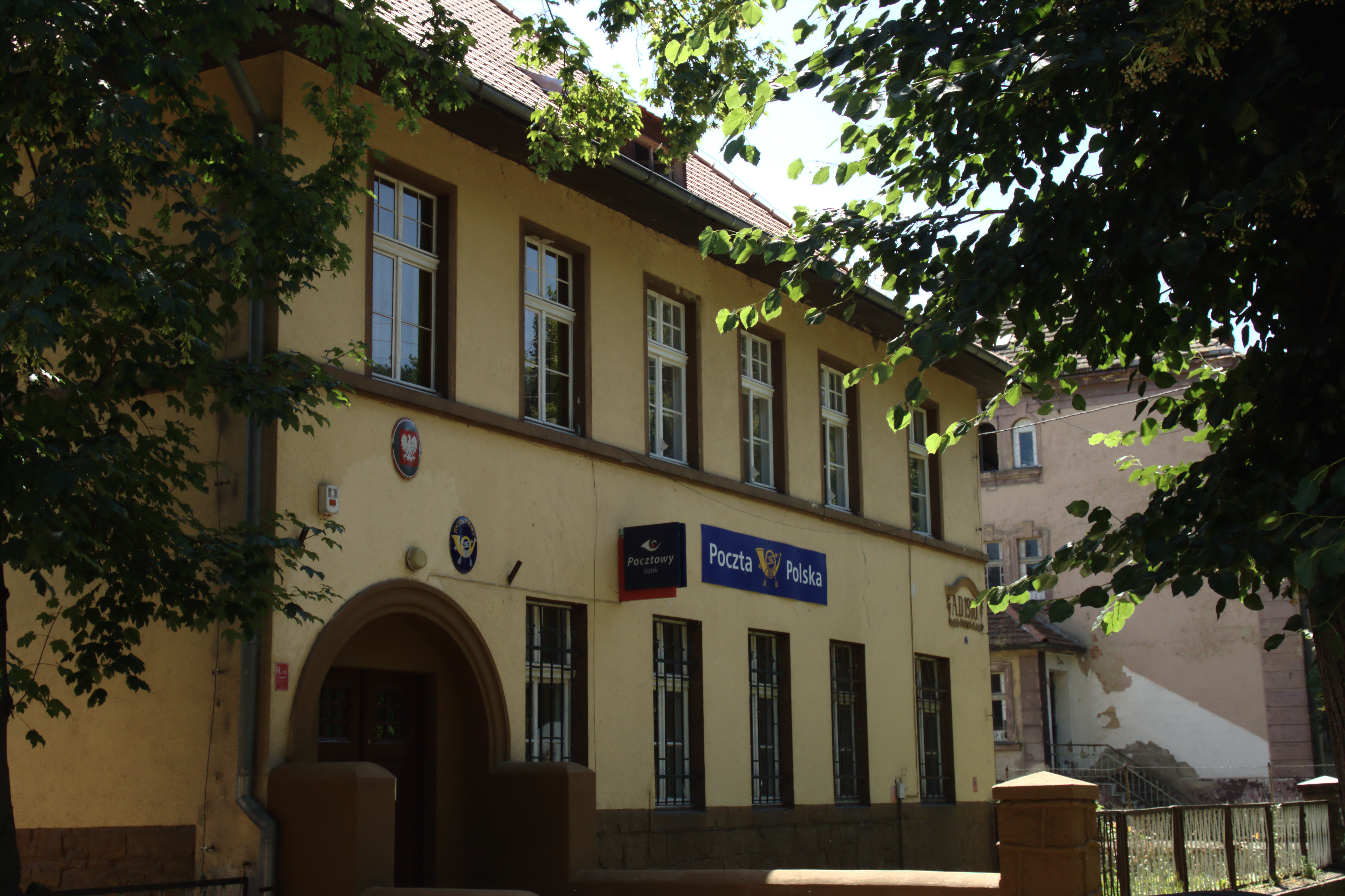
Ufficio postale a Niemcza

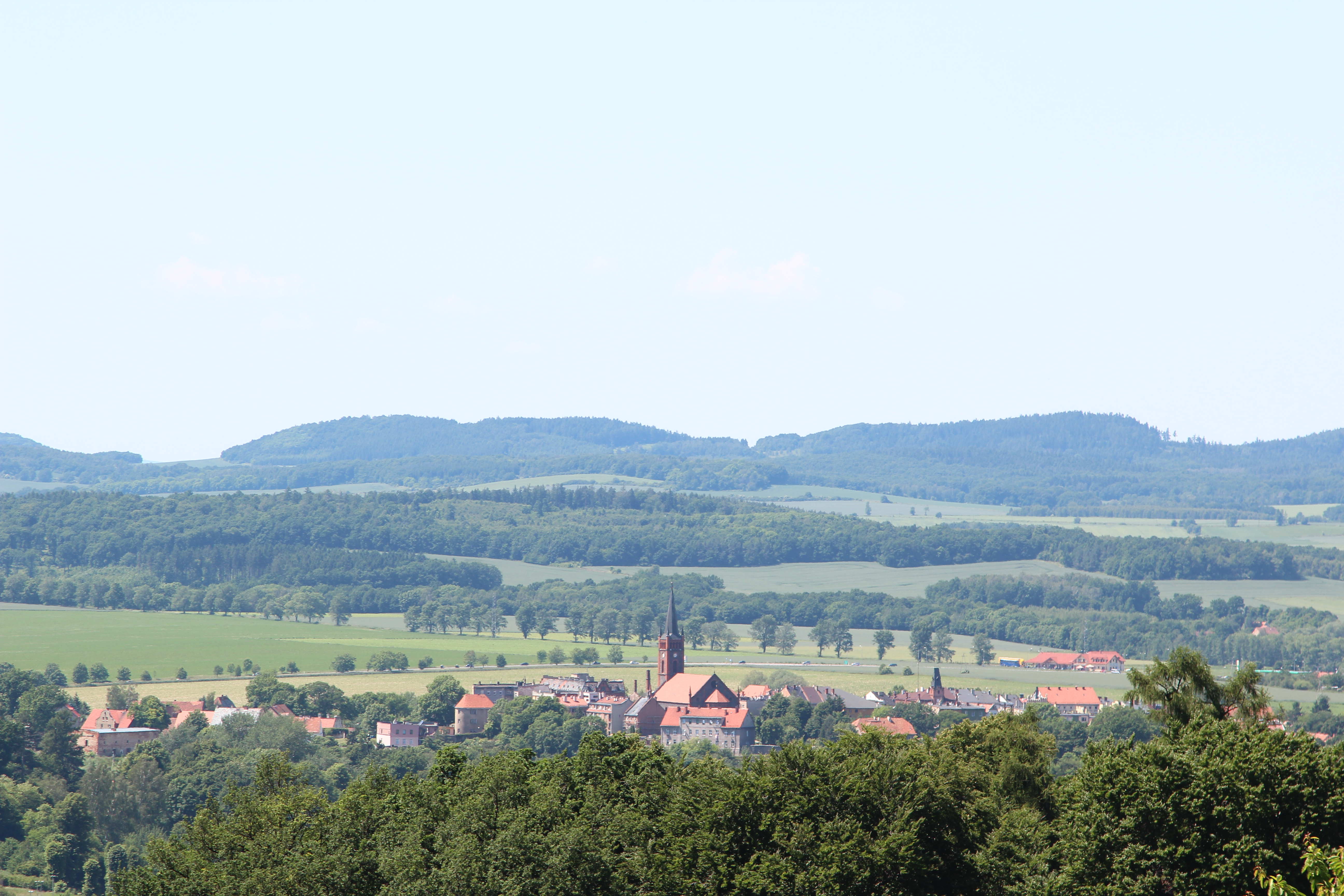
Vista della città di Niemcza da Wojsławice

- Piotrkówek (Petrikau, 1937–45: Petersrode (Schlesien))
- Stare Miasto (Altstadt)
- Stasin (Pangel)
- Wojsławice (Woislowitz, 1936–1945: Eibenhof)
- Przerzeczyn-Zdrój (Bad Dirsdorf)
- Ligota Mała (Klein Ellguth)
- Nowa Wieś Niemczańska (Neudorf b. Bad Dirsdorf)
- Podlesie (Kunsdorf)
- Ruszkowice (Ruschkowitz, 1936–45: Lohenstein)
- Wilków Wielkie (Groß Wilkau)
- Chwalęcin (Quanzendorf)